# Euphrosyne (revue)
Pour les articles homonymes, voir Euphrosyne.
Euphrosyne. Revista de Filologia Clássica (stylisé EVPHROSYNE) est la principale revue de philologie classique portugaise. Elle a été créée en 1957.
La revue est éditée sous la responsabilité du Centro de Estudos Clássicos de la faculté des lettres de l'université de Lisbonne. La directrice de la revue est Maria Cristina de Castro-Maia de Sousa Pimentel.
Elle est publiée et diffusée par Brepols. Sa parution est annuelle.
La revue a un conseil scientifique international et pratique l'évaluation par les pairs. Elle remplit les critères de l'European reference index for the Humanities and Social Sciences (Erihplus).
Le domaine couvert comprend les études littéraires, philologiques et linguistiques intéressant l'Antiquité classique (grecque et romaine), y compris ses prolongements à l'époque médiévale, le néo-latin et la réception des œuvres classiques.
Les articles sont publiés en portugais, mais surtout dans les principales langues d'Europe occidentale.